# Подкорытов, Владислав Борисович
Владислав Борисович Подкорытов (род. 16 июля 1993, Темиртау) — казахстанский хоккеист, нападающий.

## Карьера
Начал заниматься хоккеем с трех лет. Воспитанник темиртауского и карагандинского хоккея. Начинал карьеру в 2011 году в системе родной «Сарыарки». Большую часть сезона тогда сыграл в клубе «Казахмыс», который выступал в МХЛ.
Вызывался на матч Звезд МХЛ. Также успел сыграть за «Сарыарку» в чемпионате Казахстана.
В 2012 году перешёл в клуб «Арлан», где и играет сейчас. В 2012 и 2013 году вместе с командой выиграл Кубок Казахстана.
В сентябре 2013 года на правах аренды играл за клуб МХЛ «Снежные Барсы», но вскоре вернулся в «Арлан».
17 августа 2014 года перешёл в павлодарский «Иртыш».
9 сентября 2015 года перешёл в хоккейный клуб «Астана».